# Max Olderock
Ludwig Bernhard Max Olderock (* 28. Oktober 1895 in Hamburg; † 13. Dezember 1972 ebenda) war ein avantgardistischer Vertreter des Deutschen Expressionismus.
Nach seiner handwerklichen Ausbildung zum Maler diente er als Soldat im Ersten Weltkrieg von 1914 bis 1918 im Hamburger Reserve-Infanterieregiment 76 an der Front in Flandern. Im Oktober 1919 war er an der Innenausstattung von Eugen Wittorfs „Hansa-Werkstätten“ in Hamburg beteiligt, ebenso wie Max Billert. 1920 führte er mit Billert die Holzschnitte, den Druck und die Kolorierung für Lothar Schreyers 'Kreuzigung' aus. 1925 stellte er als „Gruppe K“ mit Carl-Heinz Kroll (* 1904), Hans Nitschke und Friedrich Vordemberge-Gildewart in Herwarth Waldens Galerie „Der Sturm“ aus. Olderock war Mitglied des Deutschen Werkbundes und stand in Verbindung mit dem Bauhaus-Meister Lothar Schreyer. Während des Dritten Reiches hatte Max Olderock Malverbot, und seine Werke in öffentlichen Sammlungen wurden zerstört. Nach 1945 nahm er an zahlreichen Ausstellungen teil u. a. Einzelausstellung in der Hamburger Kunsthalle 1957, 1961 Sturm-Gedächtnisausstellung in Berlin sowie in der Kölner Ausstellung im Jahre 1971 „Deutsche Avantgarde 1915–1935 – Konstruktivisten“.

## Ausstellungen (Auswahl)

### Einzelausstellungen
- 2024: Max Olderock – Mystischer Expressionismus, Haus Opherdicke, Holzwickede.[3]